# Funcție Cobb-Douglas
Funcția Cobb-Douglas este folosită în microeconomie, în macroeconomie, dar este înrudită și cu funcția de producție din managementul producției care reprezintă o funcție specială a funcției de producție CES. Această funcție a fost dezvoltată de economiștii americani Paul Douglas și Charles Cobb în 1928.
Funcția Cobb-Douglas are forma generală:
{\displaystyle y=c\prod _{i}x_{i}^{a_{i}}} cu {\displaystyle c}, {\displaystyle a_{i}} > 0
{\displaystyle c} este parametrul de nivel care poate lipsi în cazul unei normări adecvate.

{\displaystyle a_{i}} sunt elasticitățile parțiale ale lui {\displaystyle y} respectiv {\displaystyle x_{i}}. 

Funcția este omogenă de gradul {\displaystyle \sum a_{i}}.

Funcția Cobb-Douglas poate fi utilizată ca și funcție de utilitate, dar și ca și funcție de producție.
Funcția Cobb-Douglas poate fi estimată ca relație lineară, utilizând următoarea expresie:
{\displaystyle \log _{e}(Y)=a_{0}+\sum _{i}{a_{i}\log _{e}(I_{i})}}
Unde:
- Y = Output
- Ii = Inputuri
- ai = Coeficienți

Acest model mai poate fi scris: 
{\displaystyle Y=(I_{1})^{a_{1}}\cdot (I_{2})^{a_{2}}\cdots }
O funcție Cobb-Douglas comună folosită în modelele macroeconomice este:
{\displaystyle Y=C^{\alpha }M^{1-\alpha }}
unde C este capitalul, iar M este munca. Dacă suma coeficienților este 1, ca și în acest exemplu, funcția de producție este omogenă de gradul întâi, ceea ce însemnă că dacă toate inputurile se dublează se va dubla și outputul.

## Funcția de utilitate Cobb-Douglas
Funcțiile cererii, obținute dintr-o funcție de utilitate Cobb-Douglas, au proprietatea aceea ca gospodăriile cheltuiesc din venit întotdeauna un procent constant {\displaystyle a_{i}} pentru bunurile {\displaystyle x_{i}}. Se aplică în acest caz legile lui Gossen, ce țin de rata descrescătoare a substituției.

## Funcția de producție Cobb-Douglas
Notație: {\displaystyle Y=c\cdot C^{a}\cdot M^{b}}. 
- Y: Output
- C: Capital
- M: Muncă

Elasticitățile parțiale ale producției se citesc direct, ca {\displaystyle a} și {\displaystyle b} la fel ca și elasticitatea de scală {\displaystyle a+b}. Se aplică legea ratei marginale a substituției tehnice. Productivitățile marginale descrescătoare apar atunci când {\displaystyle a,b<1}.
Un caz special apare când {\displaystyle a+b=1}. Dacă C și A cresc cu un anumit procent, atunci crește și producția Y cu același procent.